# مرکز اسناد حزب نازی در شهر مونیخ

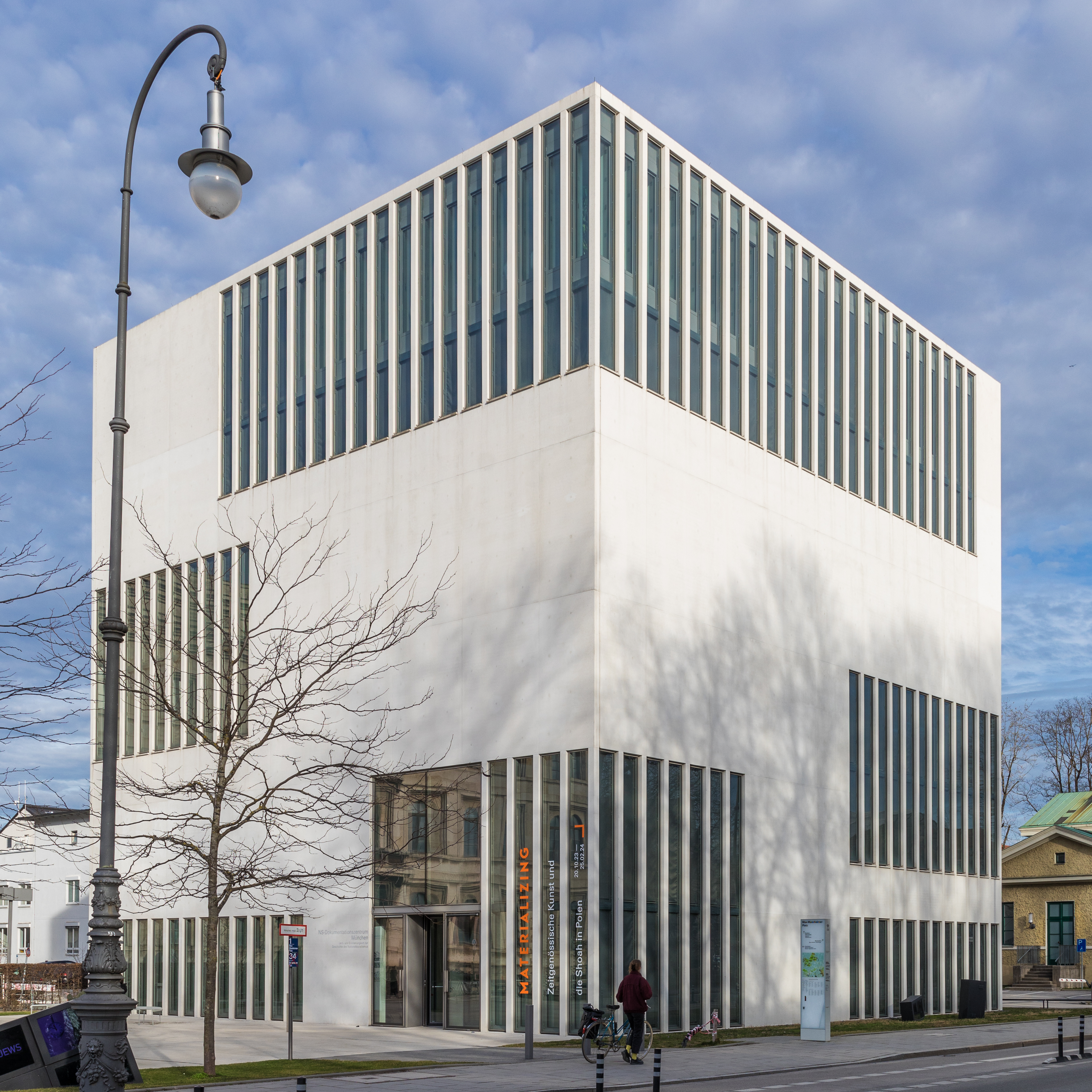
ساختمان موزه، سال ۲۰۱۵

مرکز اسناد حزب نازی در شهر مونیخ (آلمانی: NS-Dokumentationszentrum)، موزه‌ای است در شهر مونیخ آلمان که به تاریخچه و پیامدهای روی کار آمدن رژیم نازی در آلمان و نقش مونیخ به عنوان پایتخت جنبش (آلمانی: Hauptstadt der Bewegung) می‌پردازد.

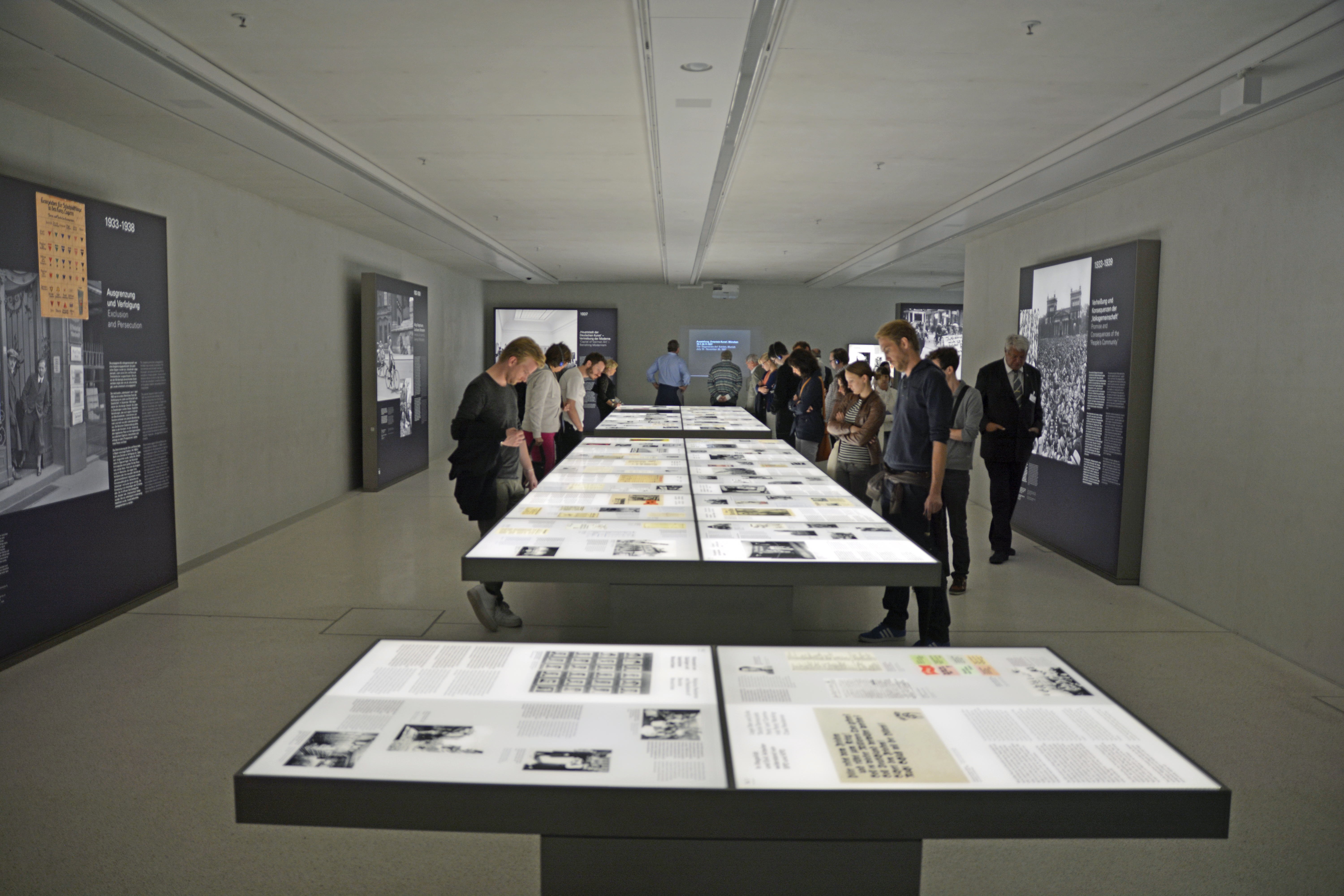
نمایی از داخل موزه، سال ۲۰۱۵

## تاسیس
در سال ۲۰۰۵ دولت ایالت بایرن اعلام کرد که موزه در مکانی که پیشتر ساختمان براون هاوس (مرکز اصلی حزب ناسیونال سوسیالیست کارگران آلمان) در آن قرار داشت ساخته خواهد شد.
ساخت ساختمان در مارس سال ۲۰۱۲ آغاز شد و موزه در ماه می ۲۰۱۵ افتتاح شد.